# Lancia (motorfiets)
Lancia is een historisch merk van motorfietsen.
In 1955 ontwikkelde Lorenzo Lancia een 125 cc DOHC wegracemotor. Bijzonder was dat de aanzuiging en voorcompressie van het benzine/luchtmengsel net als bij een tweetakt in het carter plaatsvond. Daarnaast werd frisse lucht in de cilinder gebracht om de verbrandingsgassen te verdrijven en de cilinder te koelen. Het is niet bekend of de motor ooit in wedstrijden is ingezet.